# قربان‌محمد اشعری
قربان‌محمد اشعری سرتیپ سپاه پاسداران انقلاب اسلامی است، که هم‌اکنون فرماندهی قرارگاه ثامن‌الائمه را برعهده دارد و ارشد سپاه پاسداران در استان‌های خراسان رضوی، خراسان شمالی و خراسان جنوبی است.
وی فعالیت نظامی را در خلال جنگ ایران و عراق در نیروی زمینی سپاه پاسداران آغاز کرد و مراتب فرماندهی را در لشکر ۵ نصر طی نمود.
اشعری در فاصله سال‌های ۱۳۹۲ تا ۱۳۹۷ فرماندهی تیپ ۱۱۰ نیروی مخصوص سلمان فارسی را برعهده داشت، از ۱۳۹۷ تا ۱۴۰۱ به‌عنوان جانشین معاون عملیات نیروی زمینی سپاه پاسداران فعالیت می‌کرد، از ۱۴۰۱ تا ۱۴۰۲ جانشین فرمانده قرارگاه ثامن‌الائمه بود و از مردادماه ۱۴۰۲ فرمانده قرارگاه ثامن‌الائمه است. او در اسفندماه ۱۴۰۳ درجه سرتیپی دریافت کرد.